# リーフレット
リーフレット（英: leaflet）は、宣伝・広告・案内・説明などのために、1枚の紙に刷られた印刷物である。
他にも若葉、 小さい葉、小葉（複葉の一片）という意味を持つ英語の単語である。

## パンフレット、フライヤーとの呼び名の使い分け
リーフレットが一枚物の印刷物を指すのに対し、パンフレット (pamphlet) は、複数ページあり、かつ簡易的に綴じられた小冊子である。印刷物としての形態の違いによるもので、宣伝や案内などを目的とする用途は同じ。
フライヤー (flier, flyer) は、主に宣伝広告や告知を目的としたちらしやビラであり、リーフレットの一種だが、配布する手段や目的などの違いで呼び名の使い分けが見られる。A4サイズ以下の小さなものが多い。

## 言い換え
一般的にリーフレットの名称は認知度が高いとは言いがたく、 配布される段階では印刷物の形態を省略し、記載内容や目的そのままに「手引き」「お知らせ」「ご案内」などと呼ばれてしまうことや、言葉としても認知度が高いパンフレットに混同されるため、「折り畳みパンフレット」「ミニパンフレット」などの表現もある。ちらし、ビラなどへの言い換えもみられるが、紙質や形状、記載内容によっては適当でない場合がある。

## 紙質
主に案内やお知らせなどの用途では折り込みちらしに比べ、やや厚めのマット紙やコート紙を用いる。

## 折り方
2つ折りのほか、一面が内側に折り込まれる形の巻3つ折り（内3つ折り）やローマ字のZの形のように折り込んだZ折り（外3つ折り）、両端を内側に折り込み両開きさせる観音折りなどの折り加工を施す場合が多く、色々な用途に応じて使い分けることができる。

## 内容
折り込みちらしよりは高級感や存在感を持たせ、パンフレット（小冊子）より簡便なものとして、名称の認知度に反しリーフレットの需要は高い。
企業の要望を受け広告代理店、印刷会社などが主導して個人や会社組織のグラフィックデザイナーに制作を依頼することが多い。内容に特集記事など読み物としての要素を盛り込む場合には、編集の専門会社である編集プロダクションに依頼することもある。